# アンソニー・ウォン (香港俳優)

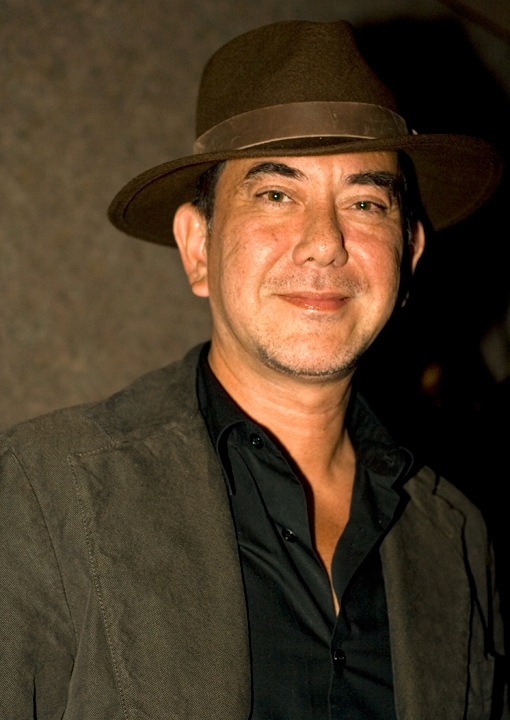
トロント国際映画祭に出席した際のウォン（2008年）

アンソニー・ウォン（黄秋生 、英名：Anthony Wong 、本名：Anthony William Perry、1961年9月2日 - ）は、香港の俳優。

## 来歴
1961年、香港でイギリス人の父親と中国系の母親のもとに生まれる。ＡＴＶの俳優養成所に所属し多数のドラマ作品に出演。1985年からは香港演芸学院で演技を学び、以後数多くの演劇コンテストで最優秀賞にノミネートされた。その後1985年に映画デビューを果たし、1993年には『八仙飯店之人肉饅頭』の出演で注目を浴び、第13回香港電影金像奨最優秀主演男優賞を受賞した。本人は黒澤明の『夢』のような、静かな映画が好きだと語っており、全編を通して殺人・暴力描写が占める『八仙飯店〜』を「大嫌いな作品」に挙げている。
同作で演じた猟奇殺人犯役のインパクトがあまりに強かったため、当作への出演後は似たような猟奇的かつ暴力的な映画作品への出演オファーが続いた。
『ビースト･コップス 野獣刑警』で第18回香港電影金像奨最優秀主演男優賞を、『プリンセスD』で第39回金馬奨最優秀助演男優賞を受賞した。また、『インファナル・アフェア』では第22回香港電影金像奨最優秀助演男優賞と第40回金馬奨最優秀助演男優賞を、『頭文字D THE MOVIE』では第25回の香港電影金像奨最優秀助演男優賞と第42回の金馬奨最優秀助演男優賞をそれぞれ受賞している。
2014年香港反政府デモ（いわゆる雨傘運動）への支持を表明したことから、事実上、中国、香港の映画界から締め出し（封殺）を受けている。
一時、台湾に移住したと伝えられたこともあったが誤報で、現在も香港在住。

## 主な出演作品

### 映画
- 花街時代 My Name Ain’t Suzie (1985年)
- 神行太保 News Attack (1989年)
- 發達秘笈 Millionaire (1989年)
- カジノ・シンジケート 至尊計状元才 No Risk,No Gain (1990年)
- ダンシング・ブル 舞牛 Dancing Bull (1990年)
- バイオレンス・コップ/復讐計画 絶橋智多星 The Big Score (1990年)
- 無敵幸運星･When Fortuneles (1990年)
- ジョイ・ウォンの時空伝説 天地玄門 An Eternal Combat (1991年)
- 真説エロティック・ゴースト・ストーリー/覇王ウーチュンの逆襲 聊齋艶譚續集 五通神 Erotic Ghost Story 2 (1991年)
- raiders レイダース 至尊無上2永覇天下 Casino Raiders II (1991年)
- インファナル・デイズ 逆転人生 中環英雄 Don't Fool Me (1991年)
- 恋のトラブルメイカー 我愛[才丑]紋柴 Now You See Love, Now You Don't (1992年)
- フル・コンタクト 侠盗高飛 Full Contact (1992年)
- 英雄列伝 WHAT A HERO 嘩!英雄 What a Hero (1992年)
- ハード・ボイルド 新・男たちの挽歌 辣手神探 Hard Boiled (1992年)
- 彼女はシークレット・エージェント3 表姐、你好[口野]3之大人駕到 Her Fatal Ways3 (1992年)
- 踢到寳 Lucky Enocounter (1992年)
- 女校風雲之邪教入侵 Angel Hunter (1992年)
- 城市女獵人･Madame City Hunter (1992年)
- ワンダー・ガールズ 東方三侠 東方三侠 The Heroic Trio (1993年)
- 八仙飯店之人肉饅頭 八仙飯店之人肉焼飽 The Untold Story (1993年)-主演
- 溶屍鬼 溶屍奇案 Legal Innocence (1993年)
- ワンダー・ガールズ 東方三侠2 現代豪侠傳 Executioners (1993年)
- ファイト・バック・トゥ・スクール3 秘密指令は氷の微笑 逃學威龍三之龍過鶏年 Fight Back to School 3 (1993年)
- 風よさらば 天若有情2 天若有情II之天長地久 A Moment of Romance 2 (1993年)
- マッドモンク 魔界ドラゴンファイター 濟公 Mad Monk (1993年)
- 富貴狂花 Lamb Killer (1993年)
- 黄飛鴻對黄飛鴻 Master Wong vs.Master Wong (1993年)
- 盲女72小時 Retribution Sight Unseen (1993年)
- 廣東五虎之鐵拳無敵孫中山 The Tiger's Legend of Canton (1993年)
- 蠍子 Sting of the Scorpion (1993年)
- タクシーハンター  的士判官 Taxi Hunter (1993年)
- 減門惨案之孽殺 Daughter of Darkness (1993年)
- 虐之戀 Love to Kill (1993年)
- 野獣特捜隊 重案実録O記 Organised Crime and Teiad Bureau (1994年)
- ぼくたちはここにいる 三個相愛的少年 Oh! My Three Guys (1994年)
- 替天行道之殺兄 Brother of Darkness (1994年)
- 香港奇案之吸血貴利王 The Underground Banker (1994年)
- 省港一號通緝犯 Rock N' Roll Cop (1994年)
- 警花肉博強姦黨 Beyond The Copline (1994年)
- 折彈専家寳貝炸彈 Bomb Disposal Officer:Baby Bomb (1994年)
- 鬼迷心竅 Awakening (1994年)
- 夢差人 Cop Image (1994年)
- 一線生機 A Gleam of Hope (1994年)
- 怪侠一枝梅 Now You See Me,Now You Don't (1994年)
- 富貴人間 World of Tresure (1995年)
- 街坊差人 Our Neighbor Detective (1995年)
- 新房客 New Tenant (1995年)
- 七侠五義之五鼠鬧東京 The Invincible Constable  (1995年)
- 馬路英雄 II 非法賽車 Highway Man (1995年)
- 二月三十 The Day That Doesn't Exist (1995年)
- 還是覺得你最好 Husbands & Wives (1995年)
- ブラック・マスク 黒侠 Black Mask (1996年)
- エボラ・シンドローム 悪魔の殺人ウイルス 伊波拉病毒 Ebola Syndrome (1996年)
- 欲望の街・古惑仔 II 台湾立志伝 古惑仔2之猛龍過江 Young and Dangerous 2 (1996年)……DVD邦題：古惑仔II 欲望の街 台湾立志伝
- 新・欲望の街I 古惑仔旋風、再び 古惑仔3之隻手遮天 Young and Dangerous 3 (1996年)……DVD邦題：古惑仔III 新・欲望の街 古惑仔疾風、再び
- 欲望の街・外伝 ロンリーウルフ 古興仔之江湖大風暴 War of The Underworld (1996年)
- 炎の大捜査線2 火焼島之横行覇王 The Jail in Burnimg Island (1996年)
- 中國O記之血腥情人 Another Chinese Cop (1996年)
- 金装香蕉倶楽部 Top Banana Club (1996年)
- 衝鋒隊怒火街頭 Big Bullet (1996年)
- 旺角風雲 Mongkok Story (1996年)
- 陸小鳳傳奇之決戦宮九 Clan of Amazons (1996年)
- 癈話小説 Out of the Blur (1996年)
- アンディ・ラウ アルマゲドン 天地雄心 Armageddon (1997年)
- 夢翔る人/色情男女 色情男女 Viva Erotica (1997年)
- 新・欲望の街II 97古惑仔最終章 97古惑仔戰無不勝 Young and Dangerous 4 (1997年)……DVD邦題：古惑仔IV 新・欲望の街 97古惑仔最終章
- G4特工 オプションゼロ G4特工 Option Zero (1997年)
- 廻轉壽屍 Midnight Zone (1997年)
- 誤人子弟 Teaching Sucks (1997年)
- 風雲 ストームライダーズ 風雲之天地雄覇 The cloudriders (1998年)
- BEAST COPS 野獣刑警 野獸刑警 Beast Cop (1998年)
- 八仙飯店之人肉饅頭2 人肉叉燒包2之天誅地滅 The Untold Story II (1998年)
- 新･欲望の街III 古惑仔旋風、再び 98古惑仔之龍争虎鬥 Young and Dangerous 5 (1998年)
- 全職大盗 The Group (1998年)
- 猛鬼食人胎 The devil baby (1998年)
- 強姦陥阱 Rape Trap (1998年)
- 香港第一凶宅 Haunted Mansion (1998年)
- 偉哥的故事 Mr.Viagra (1998年)
- 邪教檔案之末日風暴 God, Com (1998年)
- ザ・ミッション 非情の掟 鎗火 The Mission (1999年)
- 愛は波の彼方に 愛情夢幻号 Facsination Amour (1999年)
- レジェンド・オブ・ヒーロー/中華英雄 中華英雄 A Man Called Hero (1999年)
- センチュリー・オブ・ザ・ドラゴン 龍在邊縁 Century of the Dragon (1999年)
- わすれな草 半支煙 Half Smoked (1999年)
- 千言萬語 千言萬語 Ordinary Heros (1999年)
- 強姦終極篇最後羔羊 Raped by an Angel 4 The Raper's Union (1999年)
- 黒道風雲之収數王 The King of Debt Collecting Agent (1999年)
- 勾魂悪夢 Erotic Nightmare (1999年)
- 人肉玩具 A Lamb in Despair (1999年)
- 反骨仔 Ungrateful Tink (1999年)
- 上帝之手 Heaven of Hope (1999年)
- 黒社會檔案の黒金帝國 The Kingdom of Mob (1999年)
- 山狗一九九九 The Deadly Camp (1999年)
- 古惑仔激情篇之洪興大飛哥 The Legendary “Tai Fei” (1999年)
- ドリフト 順流逆流 Time and Tide (2000年)
- ジェネックス・コップ2 特警新人類2機動任務 Gen Y Cops (2000年)
- 猛龍特技 ブルース・ロウ 香港スタント伝説 猛龍特技 Bruce Law Stunts (2000年)
- 生死拳速 Fist Powe (2000年)
- 暴力刑警 Violent Cop (2000年)
- 女男爵 Baroness (2000年)
- 手機凶靈 Phantom Call (2000年)
- 友情歳月之山雞故事 Thos Were The Days (2000年)
- Q畸戀人 Queenie & King The Lovers (2000年)
- 魔鬼教師 Evil Fade (2000年)
- 自従他來了 What is a Good Thacher (2000年)
- 順其自然 Let it be (2000年)
- 古惑夕陽紅 Home of a Villain (2000年)
- 江湖告急 Jiang Hu-The Triad Zone (2000年)
- 野獸童黨 Hong Kong History X (2000年)
- 改正歸邪 Return to Dark (2000年)
- 亡命之逃 Ransom Express (2000年)
- 砵蘭街馬王 The Story of Prostitutes (2000年)
- 愛我別走 When A Man Loves A Woman (2000年)
- 鬼同你有縁之陰屍路 Ghost Meets You (2000年)
- 愛殺2000 Bloody Secret (2000年)
- スー・チー in ヴィジブル・シークレット 幽霊人間 Visible Secret (2001年)
- 飛哥傳奇 The Legend of a Professional (2001年)
- 慾望之城 City of Desire (2001年)
- 九反歳月 Roaring Dragon Bluffing Tiger (2001年)
- 走頭有路 Runaway (2001年)
- 雷霆特警 Supercop.com (2001年)
- 4X100 水着份子 United We Stand, and Swim (2001年)
- 麥兜故事 My life as Mcdull (2001年)
- 一蚊雞保鑣 Fighting to Survive (2001年)
- インファナル・アフェア 無間道 Infernal Affairs (2002年)
- プリンセスD 想飛 Princess D (2002年)
- 怪獸學園 u-man (2002年)
- 一碌蔗 Just One Look (2002年)
- 魂魄唔齊 Demi-Haunted (2002年)
- インファナル・アフェア 無間序曲 無間道II Infernal AffairsII (2003年)
- インファナル・アフェアIII 終極無間 無間道III 終極無間 Infernal AffairsIII (2003年)
- 剣客之恋 老鼠愛上猫 Cat and Mouse (2003年)
- メダリオン 飛龍再生 The Medallion (2003年)
- ツインズ・エフェクト 千機變 Twins Effect (2003年)
- 1:99 電影行動 1:99 電影行動 1:99 (2003年)
- ブラック・シティ 黒白森林 黒白森林 Colour of the Truth (2003年)
- 福伯 Fu Bo (2003年)
- 給他們一個機會 Give Them A Chance (2003年)
- 金雞2 Golden Chicken 2 (2003年)
- マジック・キッチン 魔幻厨房 Magic Kitchen (2004年)
- 20.30.40の恋 20:30:40 20 30 40 (2004年)
- マクダル パイナップルパン王子 麥兜菠蘿油王子 Mcdull, Prince de la Bun (2004年)
- A－1頭條 A-1 Head Line (2004年)
- 姐御 ANEGO 阿嫂 Mob Sister (2005年)
- 愛と死の間で 再説一次我愛你 All about love (2005年)
- ドラゴン・プロジェクト 精武家庭 House of Fury (2005年)
- 頭文字D THE MOVIE 頭文字D Initial D (2005年)
- 早熟 青い蕾 早熟 2 Young (2005年)
- 痩身 Slim Till Dead (2005年)
- 飄移凶間 Demoniac Flash (2005年)
- エグザイル/絆 放・逐 Exiled(2006年)
- イザベラ 伊莎貝拉 Isabella(2006年)
- インファナル・ディパーテッド 黒白道 On The Edge(2006年)
- 春田花花同學會 McDull, The Alumni (2006年)
- painted veil (2006年)
- 言えない秘密 不能説的・秘密 Secret (2007年)
- 陽もまた昇る 太陽照常升起 The Sun Also Rises (2007年)
- Simply Actors 戲王之王 Simply Actors (2007年)
- 寄生人 Sweet Revenge (2007年)
- 醒獅 Dancing Lion (2007年)
- 老港正傳 Mr.cinema (2007年)
- 神鎗手與智多星 Bullet & Brain (2007年)
- ハムナプトラ3 呪われた皇帝の秘宝 The Mummy: Tomb of the Dragon Emperor (2008年)
- プラスティック・シティ PLASTIC CITY 蕩寇 (2008年)
- アンダードッグ硬漢 Dragon Blood (2008年)
- 崖っぷちの女たち性工作者2我不賣身我賣子宮 True Women For Sale (2008年) 2009年アジアフォーカス・福岡映画祭で上映
- 冷たい雨に撃て、約束の銃弾を 復仇 Vengeance (2009年)
- 金錢帝國 I Corrupt All Cops (2009年)
- Laughing Gor之變節 Turning Point (2009年)
- マクダルのカンフーようちえん（英語版）麥兜响噹噹 MuDull Kung Fu Ding Ding Dong (2009年)
- レジェンド・オブ・フィスト 怒りの鉄拳 精武風雲・陳真 (2010年)
- やがて哀しき復讐者 報應 Punished (2011年)
- 桃（タオ）さんのしあわせ 桃姐 A Simple Life (2011年)
- 項羽と劉邦/White Vengeance 鴻門宴 White Vengeance (2011年)
- ビューティフル・ライフ -もう二度と離さない- 不再让你孤单 (2011年)※日本ではNetflixで配信。
- 西門町 Westgate Tango (2012年)
- ネイキッド・ソルジャー 亜州(アジア)大捜査線 赤裸戦士 Naked Soldier (2012年)
- モーターウェイ 車手 Motorway (2012年)
- ドラゴン・フォー 秘密の特殊捜査官/隠密 四大名捕 The Four (2012年)
- イップ・マン 最終章 葉問：終極一戰  Ip Man: The Final Fight (2013年)
- 天台 (2013年)
- ドラゴン・フォー2 秘密の特殊捜査官/陰謀 四大名捕2 The Four 2 (2013年)
- ドラゴン・フォー3 秘密の特殊捜査官/最後の戦い 四大名捕大結局 The Four 3 (2014年)
- ザ・スリープ・カース 失眠 The Sleep Curse (2017年)
- 淪落の人 淪落人 Still Human (2018年)
- 眺望良好 家和萬事驚 A Home with a View (2019年)
- 白日青春－生きてこそ－（英語版）白日青春 The Sunny Side of the Street (2023年)
- エマニュエル Emmanuelle (2024年)

### テレビドラマ
- カンフーサッカー 功夫足球 (2004年)
- 八人の英雄(ヒーロー) 八大豪侠 (2005年)
- 少林寺伝奇 乱世の英雄 少林寺傳奇 (2005年)
- 雪山飛狐 (2007年) … 胡一刀
- 射鵰英雄伝 (2008年) … 黄薬師
- 楊貴妃秘史 (2010年、湖南衛視) … 李隆基
- ホワイト・ドラゴン（2018年、ITV） … デビッド・チェン